# 近藤英一郎
近藤 英一郎（こんどう えいいちろう、1913年〈大正2年〉2月4日 - 2014年〈平成26年〉4月15日）は、日本の酒造業者、政治家。参議院議員（1期）、群馬県議会議員（5期）、第35代群馬県議会議長、山田郡大間々町長などを務めた。近藤酒造株式会社代表取締役社長、全国商工会連合会会長、全国信用保証協会連合会会長。

## 経歴
1913年（大正2年）群馬県山田郡大間々町大間々に、近藤春吉・ナヲの長男として生まれる。実家は1875年（明治8年）に先祖・唯吉が新潟から移住してきて創業した近藤酒造で、父・春吉は大間々町会議員・町長を務めた。弟・昭次ものちに大間々町長を務める。
大間々小学校を経て、1930年（昭和5年）に伊勢崎商業学校を卒業。大蔵省醸造試験所に学んだ後家業に従事。青年団に入り1937年（昭和12年）大間町青年団長、1939年（昭和14年）山田郡連合青年団長となった。このとき山田郡毛里田女学校校長として同副代表であった竹腰俊蔵は、のちに群馬県知事となる。1944年（昭和19年）4月召集され帝国陸軍東部第38部隊に入隊。同年5月北支易県陣2994部隊に配属されるが栄養失調により病院を転々として翌1945年（昭和20年）5月に除隊。
1946年（昭和21年）群馬県連合青年団長に就任。1947年（昭和22年）大間々町長に当選。町長時代に大間々町立大間々農業学校の県立学校への移管を実現した。
1949年（昭和24年）同町の長谷川四郎が衆議院議員選挙に出馬するため群馬県議会議員を辞職することとなったため、町長を辞職しその補選に立候補して当選を果たした。1955年（昭和30年）群馬県議会副議長。1959年（昭和34年）第35代群馬県議会議長。1963年（昭和38年）自民党群馬県支部連合会幹事長。県議会議員としては大間々町から黒保根・東村を経由し足尾町・日光市に至る道路（国道122号）の国道昇格・整備を実現した。自民党群馬県連幹事長として新人・小渕恵三の出馬を後押しし、群馬第3区の福田赳夫・中曽根康弘を説得して両者が吾妻郡での選挙運動を自制することで同選挙区の4議席中3議席を自民党により確保した。
1965年（昭和40年）第7回参議院議員通常選挙群馬県選挙区で自民党公認候補だった群馬県議会議長・小笠原米一が急死したため、彼に代わる公認候補として立候補し初当選。1968年（昭和43年）第2次佐藤第2次改造内閣で北海道開発庁政務次官。1971年（昭和46年）第9回参議院議員通常選挙で2期目の当選を目指したが、2議席の獲得を狙う自民党の方針が裏目に出て同党新人の高橋邦雄に8,809票差で敗れ次点で落選した。
その後は政界を退き、かねてから経歴を重ねてきた経済界に活動の重点を移した。1949年（昭和24年）に大間々町商工会長に就任していた近藤は、商工会法制定を目指す全国的な機運のもとで県内商工会の連合組織の設立を企画し、1959年（昭和34年）に群馬県商工会長に就任した（副会長は安中市商工会の湯浅正次）。1964年（昭和39年）全国商工会連合会副会長、1965年（昭和40年）には同顧問に就任。参議院議員でなくなった翌年の1972年（昭和47年）に群馬県信用保証協会会長に就任、1977年（昭和52年）全国信用保証協会連合会副会長、1979年（昭和54年）には同会長となった。1991年（平成3年）から2001年（平成13年）まで全国商工会連合会会長。
1963年（昭和38年）に群馬県自衛隊協力会が設立されてから同副会長を務め、佐田一郎会長の死去に伴い1992年（平成4年）から2005年（平成17年）まで同会長を務めた。小寺弘之群馬県知事の後援会・弘叡会会長や、群馬県議会議員OBの三山会の会長も務めた。
2014年（平成26年）4月15日15時17分、老衰のため、群馬県太田市の老人介護施設で死去。101歳没。死没日をもって正四位に叙される。
群馬県商工連会館の正面には近藤の銅像が建立されている。

## 役職
- 自民党参議院国会対策副委員長。
- 全国商工会連合会会長。
- 全国信用保証協会連合会会長。
- 群馬県商工会連合会名誉会長。
- 群馬県防衛協会名誉会長。

## 栄典
- 1957年（昭和32年）5月8日、紺綬褒章 - 1956年（昭和31年）10月、大間々町立小中学校備品購入費として10万円寄付による[23][24]。
- 1962年（昭和37年）3月31日、紺綬褒章（飾版） - 1959年（昭和34年）6月大間々町役場庁舎建設資金として10万円寄付による[23][25]。
- 1967年（昭和42年）11月15日、ブラジル国コートガリエンセ文化勲章[3]
- 1979年（昭和54年）11月15日、ブラジル国サン・フランシスコ勲章グランデ・オフィシャル[3]
- 1983年（昭和58年）4月29日、勲二等瑞宝章[2][3]。
- 1986年（昭和61年）11月15日、ブラジル国グラン・クルーズ章[3]
- 1993年（平成5年）12月10日、大間々町名誉町民[26][3]
- 2000年（平成12年）11月7日、勲二等旭日重光章[3]
- 2014年（平成26年）4月15日、正四位